# Ángel Antonio Recinos Lemus
Ángel Antonio Recinos Lemus (ur. 2 sierpnia 1963 w Azulco) – gwatemalski duchowny rzymskokatolicki, od 2016 biskup Zacapa y Santo Cristo de Esquipulas.

## Życiorys
Święcenia kapłańskie otrzymał 3 grudnia 1994 i został inkardynowany do diecezji Jalapa. Pracował głównie jako duszpasterz parafialny, był także m.in. dyrektorem administracyjnym i wykładowcą instytutu teologicznego przy stołecznym seminarium duchownym, a także koordynatorem kurialnej komisji ds. ochrony środowiska.
22 lutego 2016 otrzymał nominację na biskupa diecezji Zacapa y Santo Cristo de Esquipulas. Święceń biskupich udzielił mu 21 maja 2016 bp Gonzalo de Villa y Vásquez.